# Cortinarius gracilior
Cortinarius gracilior är en svampart som först beskrevs av Jul. Schäff. ex M.M. Moser, och fick sitt nu gällande namn av Meinhard (Michael) Moser 1967. Cortinarius gracilior ingår i släktet Cortinarius och familjen spindlingar.  Artens status i Sverige är: Ej påträffad. Inga underarter finns listade i Catalogue of Life.